# Теди, Макс
Макс Теди (нем. Max Thedy; 16 октября 1858, Мюнхен — 13 августа 1924, Поллинг) — немецкий художник, дизайнер и гравёр. Иногда его ошибочно называют Марком Теди.

## Биография
Родился в семье Йоханна Валентина Теди и его жены Терезии. Был младшим из двенадцати детей. После смерти родителей был принят в семью гамбургского художника Георга Фридриха Луи Рейнхардта.
После 1875 года учился в Мюнхенской академии художеств. В 1882 году стал преподавателем в Великокняжеской саксонской школе искусств. Среди его учеников были Адольф Феньеш, Кристиан Рольфс, Рудольф Шмидт-Детлофф и Георг Ян.
В 1919 году преподавал в Баухаусе.